# 293 Brasilia
A 293 Brasilia a Naprendszer kisbolygóövében található aszteroida. Auguste Charlois fedezte fel 1890. május 20-án.